# Barbus syntrechalepis
Barbus syntrechalepis är en fiskart som först beskrevs av Fowler, 1949.  Barbus syntrechalepis ingår i släktet Barbus och familjen karpfiskar. IUCN kategoriserar arten globalt som otillräckligt studerad. Inga underarter finns listade.